# Меленчук, Александр
Александр Меленчук (рум. Alexandru Melenciuc; род. 20 марта 1979, Бендеры) — молдавский футболист, вратарь, после завершения карьеры — тренер Выступал за сборную Молдавии.

## Карьера
Начал карьеру в составе «Шерифа». В 1998—2001 годах выступал за олимпийскую сборную Молдовы. В 2001—2002 годах выступал в качестве аренды за «Конструкторул». В 2003—2006 годах за «Тирасполь». В 2002—2004 годах выступал за национальную сборную Молдавии. В 2006 году вернулся в «Шериф» и выступал за данный клуб до конца 2010 года.
В 2011 году перешёл в клуб из чемпионата Узбекистана — «Согдиана». В середине 2011 года вернулся в Молдавию и перешёл в «Искра-Сталь». В 2012—2013 годах играл за «Сперанцу». В 2013—2014 годах снова выступал за «Согдиану».
Завершил профессиональную карьеру в 2016 году. С июня 2018 является тренером вратарей.
С 2019 года обладатель лицензии С УЕФА, с 2021 — лицензии В.